# Bartniki (gromada w powiecie przasnyskim)
Bartniki (od 31 XII 1959 Krępa) – dawna gromada, czyli najmniejsza jednostka podziału terytorialnego Polskiej Rzeczypospolitej Ludowej w latach 1954–1972.
Gromady, z gromadzkimi radami narodowymi (GRN) jako organami władzy najniższego stopnia na wsi, funkcjonowały od reformy reorganizującej administrację wiejską przeprowadzonej jesienią 1954 do momentu ich zniesienia z dniem 1 stycznia 1973, tym samym wypierając organizację gminną w latach 1954–1972.
Gromadę Bartniki z siedzibą GRN w Bartnikach utworzono – jako jedną z 8759 gromad na obszarze Polski – w powiecie przasnyskim w woj. warszawskim, na mocy uchwały nr VI/10/16/54 WRN w Warszawie z dnia 5 października 1954. W skład jednostki weszły obszary dotychczasowych gromad Bartniki (z wyłączeniem wsi Mchówko), Grabowo, Krępa, Sątrzaska, Osówiec Kmiecy i Osówiec Szlachecki oraz kolonia Góry Karwackie i kolonia Zawadki z dotychczasowej gromady Karwacz ze zniesionej gminy Karwacz w tymże powiecie. Dla gromady ustalono 19 członków gromadzkiej rady narodowej.
31 grudnia 1959 gromadę Bartniki zniesiono przenosząc siedzibę GRN z Bartnik do Krępy i zmieniając nazwę jednostki na gromada Krępa.